# Daucus insularis
Daucus insularis är en flockblommig växt som beskrevs som Tetrapleura insularis av Filippo Parlatore 1849, och fick sitt nu gällande namn 2016 av Spalik, Wojew., Banasiak & Reduron. Arten ingår i släktet Daucus och familjen flockblommiga växter.
Den förekommer ursprungligen på Kap Verde, är årlig eller perenn och växer i subtropiska habitat.